# Afanasjevocultuur

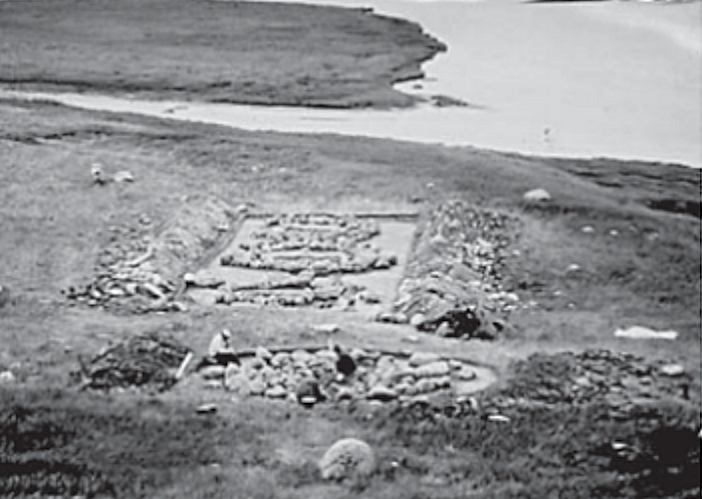
de Bertek-33-begraafplaats op het Oekokplateau

De Afanasjevocultuur, (Russisch: Афанасьевская культура, vernoemd naar het dorp Afanasjevskoj gory (54° 32′ NB, 90° 47′ OL ) in Chakassië), 3500–2500 v.Chr., was een archeologische cultuur uit de late kopertijd en vroege bronstijd.
Ze is bekend geworden door de opgravingen in de Minoesinskdepressie in de kraj Krasnojarsk in het zuiden van Siberië maar was ook verbreid in de Grote Merendepressie in het westen van Mongolië, het noorden van Sinkiang en het oosten en midden van Kazachstan en had banden met Tadzjikistan en het gebied rond het Aralmeer.
De economie bestond waarschijnlijk vooral uit een seminomadische veeteelt want er zijn resten gevonden van rundvee, schapen en paarden en daarnaast van wild.
De cultuur is vooral bekend van de graven. De dode werd begraven in een kegelvormige of rechthoekige ruimte, vaak op de rug liggend. Er zijn ook wat nederzettingen gevonden. Verder zijn er metalen voorwerpen en voertuigen met wielen gevonden.
De begrafenisgewoonten lijken erg op die van de jamnacultuur, de Sredny Stogcultuur, de catacombencultuur en de Poltavkacultuur. David Anthony suggereert dat de Afanasjevocultuur werd gevormd door een migratie van mensen met een materiële cultuur gelijkend op de Repincultuur, waarschijnlijk uit het midden van het Wolga-Oeralgebied rond 3700-3500 v.Chr.
Binnen de context van de koerganhypothese nemen Marija Gimbutas en haar volgelingen aan dat deze allemaal tot de Indo-Europese invloedssfeer zouden behoren. De Afanasjevocultuur zou hierdoor een kandidaat zijn voor de oudste vertegenwoordiger van Tochaars sprekende mensen.
Volgens Kozsjin (1970) waren ter plaatse aangetroffen geperforeerde stukken hoorn paardenbitten, maar die interpretatie is omstreden.
In haar oostelijke verspreidingsgebied werd ze opgevolgd door de Okoenevcultuur. De relatie met de latere en meer westelijk gelegen Andronovocultuur is moeilijk te typeren.